# Vladimir Lučić
Vladimir Lučić (serbi: Владимир Лучић, 17 de juny de 1989) és un jugador professional de bàsquet serbi que juga al Bayern Múnic de la lliga alemanya, mesura 2,02 m i juga principalment en la posició d'aler, però també pot jugar en la posició d'aler pivot.